# رابرت اسمیتز
 رابرت اسمیتز (انگلیسی: Robert Smeets؛ زادهٔ ۱۰ نوامبر ۱۹۸۵) یک تنیس‌باز اهل استرالیا است.